# 歌麿をめぐる五人の女 (1946年の映画)
『歌麿をめぐる五人の女』（うたまろをめぐるごにんのおんな）は、1946年に公開された溝口健二監督の日本映画。 
本作品は邦枝完二が浮世絵師喜多川歌麿の生涯を描いた小説『歌麿』（のち『歌麿をめぐる女達』に改題）に基づいている。
アメリカ占領下で作られた溝口の最初の映画。
なお、本作と同じ題名で1959年に公開された木村恵吾監督・脚本による『歌麿をめぐる五人の女』という映画があるが、本作や原作とは無関係の作品である。

## 五人の女
- 狩野雪江 - 小出勢之助の婚約者
- 難波屋おきた - 庄三郎の婚約者
- 多賀袖太夫 - 花魁
- お蘭 - 御殿女中
- おしん - 喜多川歌麿の弟子竹麿の婚約者・新造

## スタッフ
以下のスタッフ名は特に記載がない限りKINENOTEに従った。
- 監督 - 溝口健二
- 脚色 - 依田義賢
- 原作 - 邦枝完二 小説 『歌麿をめぐる女達』[2][4]
- 製作 - 絲屋寿雄
- 撮影 - 三木滋人
- 音楽 - 大沢寿人、望月太明吉[5]
- 美術 - 本木勇
- 録音 - 加瀬久
- 編集 - 宮本信太郎[5]
- 時代考証 - 甲斐荘楠音

## キャスト

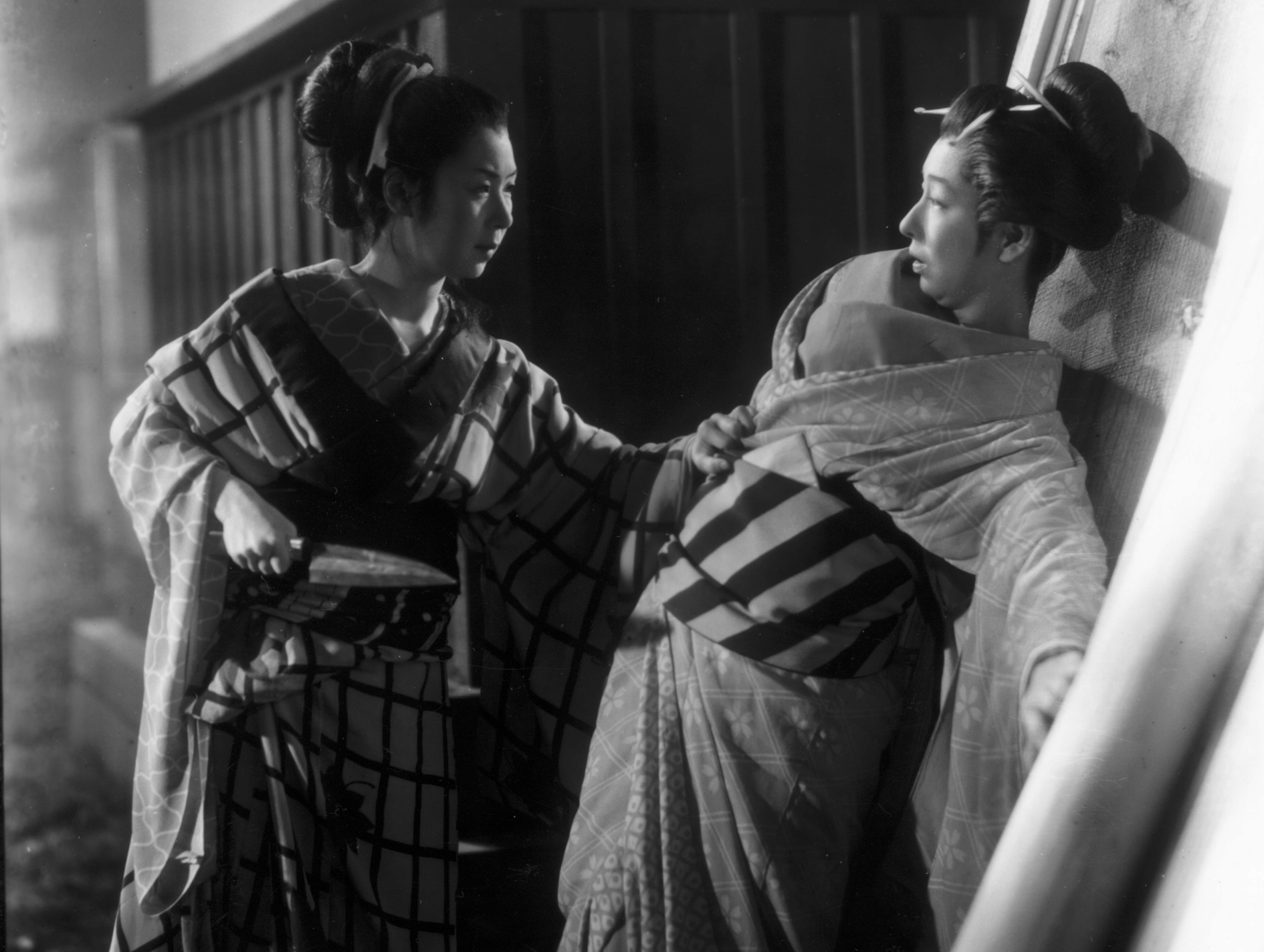
田中絹代と飯塚敏子

- 六代目 坂東簑助 - 喜多川歌麿[1]
- 坂東好太郎 - 小出勢之助[1]
- 中村正太郎 - 庄三郎[1]
- 高松錦之助 - 蔦屋重三郎[1]
- 葉山純之輔 - 山東京伝[1]
- 堀正夫 - 十返舎一九[1]
- 富本民平 - 竹麿[1]
- 尾上多見太郎 - 松平周防守[1]
- 田中絹代 - 難波屋おきた[5]
- 大原英子 - 狩野雪江[5]
- 川崎弘子 - 御殿女中・お蘭[5]
- 飯塚敏子 - 花魁・多賀袖太夫[5][3]
- 白妙公子 - 新造・おしん[5]
- 草島競子 - おまん[1]
- 松浦築枝 - 鶴半の女将・おはん[5]
- 南光明 - 狩野法眼[5]
- 玉島愛造 - 家主・惣兵衛[5]
- 加藤貫一 - 唐草権次[5]
- 山口勝久 - 番頭・喜助[5]
- 河上君枝 - 松波太夫[5]
- 鏡淳子 - 狩野家女中[5]
- 滝川美津枝 - 唐歌太夫[5]
- 人川愛子 - 粧太夫[5]